# Федотов, Георгий Петрович
Гео́ргий Петро́вич Федо́тов (1 (13) октября 1886, Саратов, Российская империя — 1 сентября 1951, Бикон, США) — русский историк, философ, литературовед, религиозный мыслитель и публицист.

## Биография
Родился в Саратове в семье управителя губернаторской канцелярии. С отличием окончил мужскую гимназию в Воронеже, куда переехали его родители. В 1904 году поступил в Петербургский технологический институт. После начала революции 1905 года в России вернулся в родной город, где включился в деятельность саратовской социал-демократической организации в качестве пропагандиста. В августе 1905 года впервые арестован за участие в сходке агитаторов, затем отпущен из-за недостатка улик, после чего продолжил пропагандистскую деятельность. Весной 1906 года скрывался под именем Владимира Александровича Михайлова в Вольске. 11 июня 1906 года избран в Саратовский городской комитет РСДРП. 17 августа вновь арестован, заключён в тюрьму, но приговор был заменён высылкой за границу, и Федотов оказался в Германии.
Посещал лекции по истории в Берлинском университете до высылки из Пруссии в начале 1907 года, а затем занимался средневековой историей в Йенском университете. После возвращения в Россию осенью 1908 года восстановился на историко-филологическом факультете Петербургского университета, куда был зачислен по прошению ещё до ареста и высылки в Германию. В Петербургском университете специализировался на истории Средних веков, сосредоточил свои занятия в семинаре известного медиевиста И. М. Гревса. Летом 1910 года вынужден был покинуть университет без сдачи экзаменов из-за угрозы ареста. В 1911 году по чужому паспорту выехал в Италию, где посетил Рим, Ассизи, Перуджу, Венецию, занимался в библиотеках Флоренции. Вернувшись в Россию, Федотов в апреле 1912 года явился с повинной в жандармское управление и получил разрешение на сдачу экзаменов в Петербургском университете. После отбытия сокращённого срока ссылки в Карлсбаде близ Риги был оставлен при кафедре всеобщей истории Петербургского университета для подготовки магистерской диссертации. В 1916 году стал приват-доцентом университета и сотрудником Публичной библиотеки.
В 1918 году вместе с А. А. Мейером организовал религиозно-философский кружок «Воскресение» и публиковался в журнале этого кружка «Свободные голоса». В 1920—1922 годах преподавал историю Средних веков в Саратовском университете. В 1922—1925 годах — научный сотрудник I разряда факультета общественных наук Петроградского (Ленинградского) университета. Опубликовал ряд исследований, посвящённых европейскому Средневековью: «„Письма“ Бл. Августина» (1911), «Боги подземелья» (1923), «Абеляр» (1924), «Феодальный быт в хронике Ламберта Ардского» (1925). Работа Федотова о Данте была запрещена советской цензурой.
В 1925 году Федотов получил разрешение поехать в Германию для изучения Средних веков. На Родину он не вернулся. Переехал во Францию, где с 1926 по 1940 год был профессором Свято-Сергиевского православного богословского института в Париже. Был близок к Н. А. Бердяеву и Е. Ю. Скобцовой (матери Марии). В центре историко-культурных исследований Федотова в эмиграции оказывается преимущественно духовная культура средневековой Руси, он публикует работы «Св. Филипп Митрополит Московский» (1928), «Святые Древней Руси» (1931), «Стихи духовные» (1935).
В 1931—1939 годах Федотов редактировал журнал «Новый град», в публикациях которого была предпринята попытка синтеза нового духовного идеала, объединяющего лучшие стороны социализма, либерализма и христианства. В 1939 году профессора богословского института предъявили Федотову ультиматум: или уйти из института, или перестать писать статьи на политические темы в газете «Новая Россия» и других печатных органах леволиберального направления. В защиту Федотова выступил Бердяев.
Вскоре после немецкой оккупации Франции в 1940 году Федотов уехал в США, где с 1941 по 1943 год жил в Нью-Хейвене, являясь приглашённым исследователем Богословской семинарии Йельского университета. С 1944 года — профессор Свято-Владимирской православной семинарии в штате Нью-Йорк. В США Федотов по-прежнему много сил отдавал публицистике. Его статьи на злободневные историко-политические вопросы печатались в «Новом журнале». Среди них можно выделить большие статьи: «Рождение свободы» (1944), «Россия и свобода» (1945), «Судьба империй» (1947).

Одно из двух: или мы остаемся на внешне убедительной, «естественно-научной», точке зрения и тогда приходим к пессимистическому выводу. Земля — жизнь — человек — культура — свобода — такие ничтожные вещи, о которых и говорить не стоит. Возникшие из случайной игры стихий на одной из пылинок мироздания, они обречены исчезнуть без следа в космической ночи.
Или мы должны перевернуть все масштабы оценок и исходить не из количеств, а из качеств. Тогда человек, его дух и его культура становятся венцом и целью мироздания. Все бесчисленные галаксии существуют для того, чтобы произвести это чудо — свободное и разумное телесное существо, предназначенное к царственному господству над Вселенной.
Остается не разрешенной — практически уже не важная — загадка значения малых величин: отчего почти все ценностно-великое совершается в материально-малом? Интереснейшая проблема для философа, но мы её можем оставить в стороне.

Свобода разделяет судьбу всего высокого и ценного в мире. Маленькая, политически раздробленная Греция дала миру науку, дала те формы мысли и художественного восприятия, которые, даже при сознании их ограниченности, до сих пор определяют миросозерцание сотен миллионов людей. Совсем уже крохотная Иудея дала миру величайшую или единственно истинную религию — не две, а одну, — которую исповедуют люди на всех континентах. Маленький остров за Ла-Маншем выработал систему политических учреждений, которая — будучи менее универсальной, чем христианство или наука — тем не менее господствует в трех частях света, а ныне победоносно борется со своими смертельными врагами.— Из статьи «Рождение свободы»
На английском языке писал произведение «The Russian Religious Mind» («Русская религиозная мысль»), задуманное как исследование по истории русской духовной культуры с X по XX век. При поддержке Гуманитарного фонда, созданного Б. А. Бахметевым, Федотов написал первый том «Киевского христианства: с десятого по тринадцатый век», который был опубликован издательством Гарвардского университета на средства того же фонда в 1946 году. Второй том («Средние века: с тринадцатого по пятнадцатый век») не был завершён и вышел в 1966 году под редакцией протоиерея Иоанна Мейендорфа. По замыслу, второй том должен был стать расширенной версией книги «Святые Древней Руси» (некоторые главы в русском и английском вариантах совпадают). Известный учёный Владимир Топоров считает Федотова представителем русского философского возрождения, «которое дало России и миру славных и очень разных имён и оказало большое влияние на духовную культуру всего XX века».
Российский литературный критик Бенедикт Сарнов назвал Федотова «самым умным и тонким русским мыслителем XX века».

## Сочинения
- Абеляр. — Петербург: Брокгауз-Ефрон, 1924. — 156, [2] с. — (Образы человечества)
- Святой Филипп митрополит Московский. — Paris: Ymca-press, 1928. — 224 с.
- Святые древней Руси (X—XVII ст.) — Paris: Ymca press, 1931. — 260 с.
- И есть и будет: Размышления о России и революции. — Париж: Новый град, 1932. — 216 с.
- Социальное значение христианства. — Париж: YMCA-PRESS, [1933]. — 32, [2] с.
- Стихи духовные: (русская народная вера по духовным стихам). — Paris: YMCA-press, 1935. — 151, [3] с.
- Собрание сочинений: В 12 т. — М.: SAM and SAM, 1996—2014.
- A Treasury of Russian Spirituality. — New York: Sheed & Ward, 1948. — XVI + 501 pp.
- Dreams and Regrets: Selections from the Russian Mystics (1973)
- The Russian Religious Mind (1975)
- О святости, интеллигенции и большевизме: избр. ст. — Санкт-Петербург: Изд-во С.-Петерб. ун-та, 1994. — 151 с. — (Литературное наследие русских мыслителей). — ISBN 5-288-01186-9
- Судьба и грехи России: избр. ст. по филос. рус. истории и культуры: в 2 т. / Г. П. Федотов; сост., авт. вступ. ст., примеч. В. Ф. Бойкова. — Т. 1. — Москва: София, 1991. — 350, [2] с. — ISBN 5-87316-002-3
- Судьба и грехи России: избр. ст. по филос. рус. истории и культуры: в 2 т. / Г. П. Федотов; сост., авт. вступ. ст., примеч. В. Ф. Бойкова. — Т. 2. — Санкт-Петербург: София, 1992. — 348, [4] с. — ISBN 5-87316-002-3